# Henri Amédée-Wetter
Henri Amédée-Wetter, né Hippolyte Henri Amédée à Montluçon (Allier) le 9 janvier 1869 et mort à Paris 18e le 28 novembre 1929, est un peintre, graveur et illustrateur français. Il était de tendance figurative et sa peinture s'inscrivait dans la tradition impressionniste.

## Biographie
Amédée-Wetter est le fils d'un employé d'origine alsacienne, Charles Arthur Amédée, né à Sarre-Union (Bas-Rhin), et de Marie Louise Wetter, professeur de musique.
Il expose au Salon des artistes français à partir de 1884, puis au Salon des indépendants à partir de 1911, ainsi qu'au Salon de la Société nationale des beaux-arts de 1911 à 1928. À partir de 1912, il expose également régulièrement à la Société de la gravure sur bois originale.
Il a été fortement inspiré par la Bretagne. Son art relève du courant du postimpressionnisme.
Dans sa ville natale, il peint deux panneaux décoratifs pour l'hôtel-de-ville de Montluçon : Le Travail et La Famille. Les musées municipaux de Montluçon possèdent également Le Marché de la poterie à Montluçon, huile sur toile.
Il se distingue particulièrement comme graveur sur bois, dont le style est influencé par son ami Paul-Émile Colin, avec lequel il collabore à l'Imagier de la Société de la gravure sur bois originale.
Ses sujets de prédilection pour la xylographie sont d'inspiration bretonne : il représente Douarnenez, Pont-l'Abbé, l'île d'Ouessant et le Pays bigouden. Il puise abondamment dans le folklore marin. Le Bourbonnais, comme la mythologie gréco-romaine, l'inspirent également.
Ses compositions, très dynamiques, sont marquées, dans leur cadrage, par l'imprégnation de la photographie instantanée.
Il signe d'un monogramme A combiné avec un W, le tout parfois inscrit dans un carré.
Le musée de Montluçon conserve quelques toiles peintes de l'artiste, ainsi qu'un ensemble d'estampes, acquises dès 1947. Le musée départemental Breton, à Quimper, possède également des xylographies de l'artiste.